# Flora Yukhnovich
Flora Yukhnovich (* 5. April 1990 in Norwich, England) ist eine britische Künstlerin.

## Leben
Yukhnovich wurde 1990 in Norwich geboren. Sie studierte zunächst an der Kingston University, bevor sie von 2010 bis 2013 ein Studium der Porträtmalerei an der Heatherley School of Fine Art in London absolvierte. Ihren Master in Bildender Kunst erwarb sie 2017 an der City & Guilds of London Art School, wo sie ihre charakteristische malerische Sprache entwickelte, die historische Kunststile mit zeitgenössischen Themen verbindet. Seit 2017 lebt und arbeitet sie in London und hat dort ein Atelier in Bermondsey, bekannt als „The Biscuit Factory“.

## Wirken
Yukhnovichs Arbeiten kombinieren Elemente des Rokoko und des Barock mit zeitgenössischen Einflüssen wie Popkultur, Werbung und Konsumästhetik. So interpretiert sie historische Vorlagen von Künstlern wie François Boucher und Jean-Honoré Fragonard auf neue Weise und betrachtet dabei die feminisierten Ästhetiken des Rokoko und ihre Verbindung zur Gegenwart. Ihre Gemälde zeichnen sich durch dynamische Pinselstriche, kräftige Farben und eine Mischung aus Abstraktion und Figuration aus. Ihr Durchbruch gelang ihr 2019 mit einer Einzelausstellung in der Parafin Gallery in London.
Zu ihren bekanntesten Werken zählen I’ll Have What She’s Having (2020), das bei Sotheby’s für 3,1 Millionen US-Dollar versteigert wurde, sowie ihre Serie The Venice Paintings, die während eines Aufenthalts in Venedig entstand.
Im Jahr 2024 stellte sie zwei großformatige Gemälde in der Wallace Collection in London aus, die Bouchers pastoralen Szenen gegenübergestellt wurden und die Aufmerksamkeit auf die geschlechtsspezifischen und sozialen Konnotationen des Rokoko lenkten.
Yukhnovich erfuhr zahlreiche Anerkennungen in der Kunstwelt, darunter eine Residenz bei der Victoria Miro Gallery in Venedig. Ihre Arbeiten wurden in renommierten Galerien und Museen ausgestellt, wie dem Ashmolean Museum in Oxford und der Wallace Collection in London. Darüber hinaus erzielte sie durch Auktionen Rekordergebnisse, was sie zu einer der gefragtesten Künstlerinnen der Gegenwart macht.